# Krokoměr

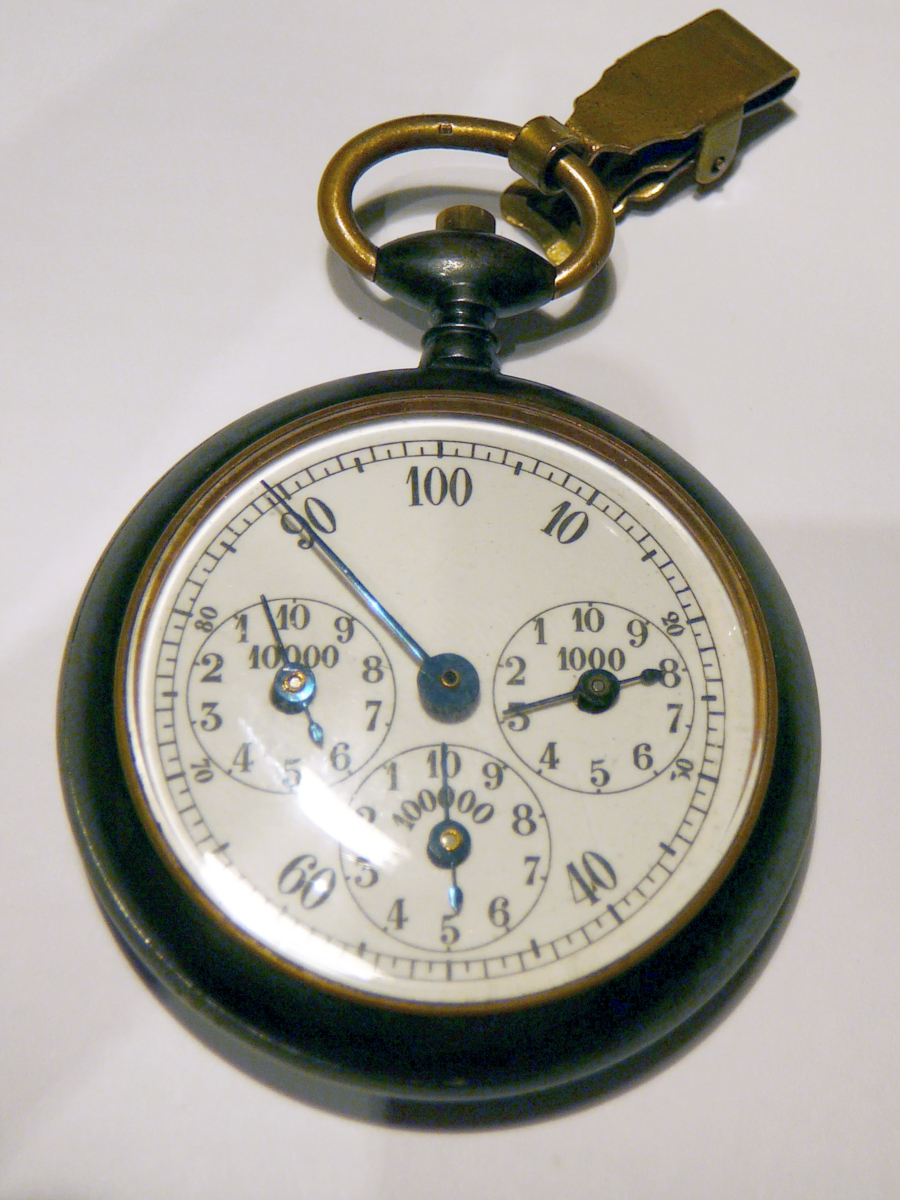
Starý mechanický krokoměr

Krokoměr neboli pedometr je přenosný elektronický, elektromechanický nebo čistě mechanický přístroj, který při chůzi počítá kroky.

## Princip fungování
Krokoměr funguje na principu mechanického senzoru a zařízení na počítání kroků. První přístroje využívaly k zaznamenání kroku mechanického zařízení a jednoduchého počítadla. Při pohybu přístroje se pohybovala tam a zpět olověná kulička, případně kyvadélko zaznamenávalo houpání těla. Současné přístroje využívají MEMS (Micro-Electro-Mechanical systems), mají vnitřní senzory a software k detekci a zaznamenání počtu kroků. To dává přesnější výsledky a méně nepravdivých pozitivních údajů. Přístroj může být upevněn na různých místech (na opasku, na kapsičce od košile, na batohu, v kapse).

## Přesnost
Přesnost krokoměru se liší podle druhu přístroje. Nejpřesněji přístroj měří přiměřeně rychlou chůzi na rovném povrchu při upevnění přístroje v optimální pozici. U prvních krokoměrů docházelo k chybám při počítání kroků hlavně v různorodém terénu (sklon, členitost), současné přístroje jsou relativně přesné i v nestandardních podmínkách. Stále je však možná nežádoucí evidence kroků v průběhu dne při řízení auta nebo náhodných pohybech.
Přesnost je také závislá na délce kroku, kterou uživatel do přístroje předem zadal. Délka kroku je vzdálenost od špičky jednoho chodidla ke špičce druhého chodidla. Doporučuje se ujít 10 kroků, změřit vzdálenost a získaný údaj vydělit 10. Příklad – 10 kroků = 5,5 m (celková vzdálenost)/10 = 0,55 m (55 cm).

## Historie
První pomůcky na měření vzdálenosti užívali Římané, v historii jsou známy pod pojmem hodometr, který byl kalibrován na měření vzdálenosti pro civilní i válečné účely. Nešlo však o přístroje na měření kroků. Kresby z 15. století ukazují na to, že tvůrcem konceptu krokoměru byl Leonardo da Vinci jako přístroje s kyvadlem, jehož rameno se pohybovalo tam a zpět a zaznamenávalo houpání dolních končetin při chůzi. Vynález je také připisován Thomasu Jeffersonovi.
Moderní krokoměry se objevily v polovině šedesátých let v souvislosti s olympiádou v roce 1964 v Japonsku, kdy se krokoměr stal úspěšným motivačním nástrojem pro milióny Japonců. Termín Manpo-Kei se překládá jako 10 000 kroků a jeho tvůrcem je Dr. Yoshiro Hatano, japonský výzkumník, který proklamoval, že průměrný člověk ujde denně 3500–5000 kroků a pro zlepšení zdraví by bylo žádoucí zvýšit toto číslo na 10 000 kroků.

## Krokoměr a životní styl
Užívá se při sportu a fitness cvičení, je oblíbený vzhledem k možnosti kontroly každodenního množství pohybu. Jeho základní funkcí je záznam počtu kroků za den a výpočet vzdálenosti, kterou osoba ušla v kilometrech nebo mílích (vzdálenost = počet kroků × délka kroku). Krokoměr tak může údajně výrazně přispět k zlepšování kondice či posílení motivace při hubnutí.
Pro aktivní životní styl se doporučuje 10 000 kroků denně, což je ekvivalent asi 8 km. Tento údaj však vzbuzuje i diskuzi odborníků: „Ačkoliv 10 000 kroků za den je mediálně propagovaný údaj jako cíl ke zlepšení zdraví, faktem je, že pro něj chybí vědecká podpora a lze pochybovat, že tento údaj by měl být platný pro celou populaci. Proto by měl být takový univerzální cíl brán opatrně. Lépe je stanovovat si osobní cíle závislé na hodnotách počátečního vyšetření, speciálních zdravotních cílech a udržitelnosti cílů v každodenním životě.“
Klinické studie publikované v Journal of The American Medical Association, Nov. 2007, došly k závěrům, že „výsledky potvrzují, že užití krokoměru je spojeno s významným zvýšením fyzické aktivity a významným snížením krevního tlaku a Body Mass indexu (BMI)”.
Je možno využít i interaktivního webu, který dovoluje uživateli sledovat cesty na virtuální mapě.

## Krokoměr a fyziologie práce
Krokoměr lze využívat nejen při aktivitách sportovních a fitness, ale i při monitoringu fyzické zátěže u profesí, u nichž převažuje chůze v pracovním procesu. Výsledky studie u zdravotnických pracovníků například ukázaly, že ujdou od 4 do 7 km za směnu.